# 仁田竹一
仁田 竹一（にた / にだ / にった たけいち、1894年（明治27年）2月4日 - 1976年（昭和51年）6月14日）は、大正から昭和期の実業家、政治家。参議院議員（1期）、広島県佐伯郡大柿町長。

## 経歴
広島県佐伯郡深江村（大柿町を経て現江田島市）で仁田笹松の二男として生まれ、仁田久米次の養子となる。1912年（明治45年）広島県立呉中学校（現広島県立呉三津田高等学校）を卒業した。
呉商工会議所副会頭、呉第一銀行頭取、江田島汽船社長、瀬戸内海汽船社長、広島緑地建設社長、広島湾海運会長、因島運輸社長、ラジオ中国取締役、全日本観光連盟中国支部長、広島県観光連盟会長、日本経営者団体連盟（現日本経済団体連合会）常任理事、中国ヨット連盟会長、中国操艇協会会長などを務めた。
政界では、広島県会議員（5期）、同副議長（2期）、大柿町長、広島県教育委員会委員長、広島関税協会副会長などを務めた。1950年（昭和25年）6月の第2回参議院議員通常選挙に広島県地方区から自由党公認で出馬して当選し、参議院議員に1期在任した。
1961年（昭和36年）秋の褒章で海運業に携わり発展に努め関係団体要職に就いて業界振興に寄与したとして藍綬褒章受章
1965年（昭和40年）秋の叙勲で勲三等旭日中綬章受章。
1976年（昭和51年）6月14日死去、82歳。死没日をもって勲二等瑞宝章追贈、従四位に叙される。